# Храњ
Храњ (слч. Hraň) насељено је мјесто са административним статусом сеоске општине (слч. obec) у округу Требишов, у Кошичком крају, Словачка Република.

## Становништво
| Година:    | 1994. | 2004.   | 2014.   | 2024.   |
| ---------- | ----- | ------- | ------- | ------- |
| Број људи: | 1436  | 1566    | 1617    | 1528    |
| Разлика:   |       | +9,05 % | +3,25 % | -5,50 % |

| Година:    | 2023. | 2024.   |
| ---------- | ----- | ------- |
| Број људи: | 1551  | 1528    |
| Разлика:   |       | -1,48 % |

Према подацима о броју становника из 2011. године насеље је имало 1.601 становника.